# Rio Cubaté
Rio Cubaté är ett vattendrag i Brasilien.   Det ligger i delstaten Amazonas, i den nordvästra delen av landet, 2 800 km nordväst om huvudstaden Brasília.
I omgivningarna runt Rio Cubaté växer i huvudsak städsegrön lövskog. Trakten runt Rio Cubaté är nära nog obefolkad, med mindre än två invånare per kvadratkilometer.